# Nome (Texas)
Nome es una ciudad ubicada en el condado de Jefferson en el estado estadounidense de Texas. En el Censo de 2010 tenía una población de 588 habitantes y una densidad poblacional de 183,09 personas por km².

## Geografía
Nome se encuentra ubicada en las coordenadas 30°2′16″N 94°24′19″O / 30.03778, -94.40528. Según la Oficina del Censo de los Estados Unidos, Nome tiene una superficie total de 3.21 km², de la cual 3.21 km² corresponden a tierra firme y (0.08%) 0 km² es agua.

## Demografía
Según el censo de 2010, había 588 personas residiendo en Nome. La densidad de población era de 183,09 hab./km². De los 588 habitantes, Nome estaba compuesto por el 71.43% blancos, el 18.37% eran afroamericanos, el 0.34% eran amerindios, el 0% eran asiáticos, el 0% eran isleños del Pacífico, el 8.33% eran de otras razas y el 1.53% pertenecían a dos o más razas. Del total de la población el 14.12% eran hispanos o latinos de cualquier raza.